# الرويبة (الجزائر)
الرويبة بلدية في الضاحية الشرقية من الجزائر العاصمة. تقع في واحدة من المناطق الأكثر صحة في الجزائر.
رويبة هو الاسم الذي استخدم من قبل السكان قبل وبعد الاستعمار الفرنسي.

## جغرافيا

### الموقع
تقع الرويبة على بعد 22 كم شرق مدينة الجزائر.

### التضاريس
تقع البلدية تماما في سهل متيجة. لا تلامس البحر ولا الأطلس. الارتفاعات كلها منخفضة جدا. في حدود 20 متر، وحتى أقل من 10 قرب وادي الأبيار الذي يحد المدينة من الشرق. كل شيء مسطح، باستثناء هضبة هراوة في أقصى الشمال، حيث بلغ الارتفاع 50 مترا.
في الغرب، المتاهات الضيقة لوادي الحميز تؤكد انحدار الوادي وخطر الفيضانات، على الأقل قبل بناء السد في الجبل والذي افتتح في عام 1883 وسمح بتنظيم التدفق.
تمر عبر المدينة ثلاثة أودية:
- وادي الأبيار : ينبع من أنحاء المنطقة الصناعية رويبة-رغاية ويغذي بحيرة رغاية عبر بلدية هراوة. وهو يحد المدينة من الشرق.
- وادي بورياح : هو من روافد وادي الحميز. ينبع من مدينة الرويبة ويحمل روافد مياه متيجة الشمالية.
- وادي الحميز : الذي يحد المدينة من الغرب.

## السكان
بلغ عدد سكان الرويبة 61984 في إحصاء 2008.

## التاريخ

### العهود القديمة
في أقصى الشمال من مدينة الرويبة، في حوش بن دالي بأي، اكتشف علماء الآثار آثار رومانية تابعة لمستعمرة رومانية قديمة Rusgunia.

## الشوارع
- شارع فلسطين

## أعلام
- حسان شبري
- حسان حطاب
- محمد عيسى

## مواضيع ذات صلة
- تاريخ ولاية الجزائر
- بلديات ولاية الجزائر
- دوائر ولاية الجزائر